# Trud (przystanek kolejowy)
Trud (biał. Труд; ros. Труд) – przystanek kolejowy w pobliżu miejscowości Konotopy, w rejonie kopylskim, w obwodzie mińskim, na Białorusi. Leży na linii Osipowicze – Baranowicze.